# Cornelis Visscher

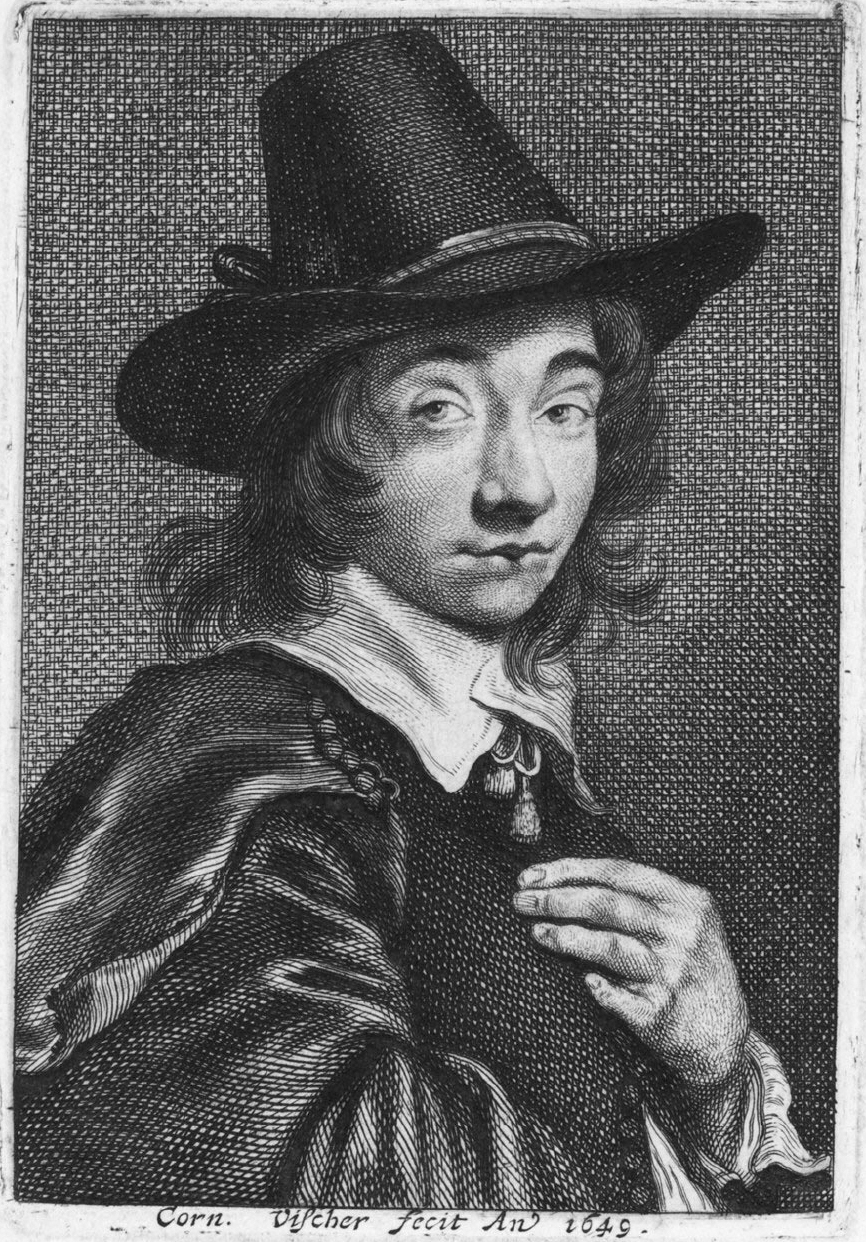
Selbstbildnis, 1649

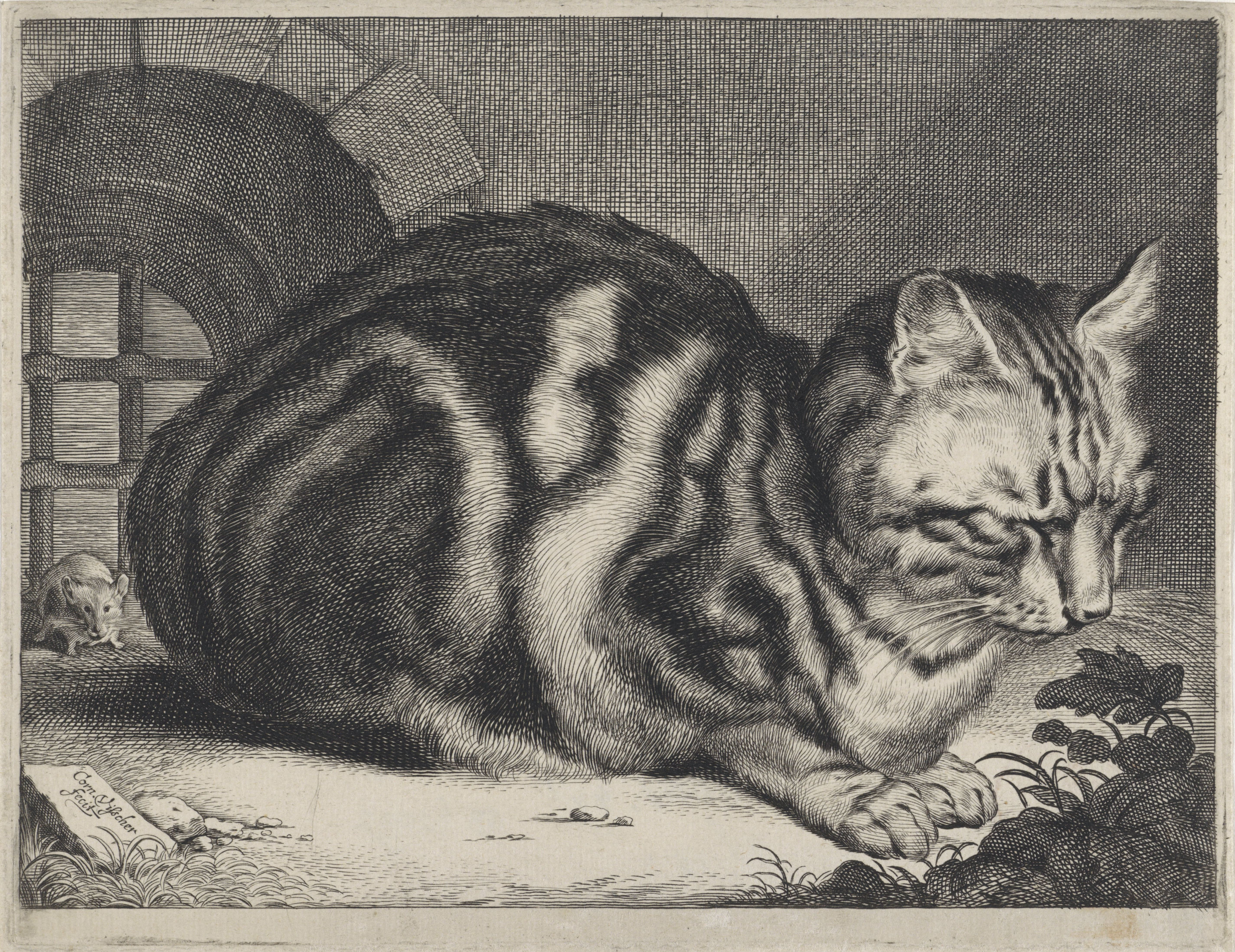
Große Katze, 1657

Cornelis Visscher (geboren 1629 in Haarlem oder Amsterdam; begraben 16. Januar 1658 in Amsterdam) war ein niederländischer Kupferstecher und Zeichner.

## Leben
Cornelis Visscher bildete sich in Haarlem, angeblich unter der Leitung von Pieter Claesz. Soutman aus, in dessen Auftrag er Stiche nach Peter Paul Rubens und besonders zahlreiche Kupferstiche ausführte. 1653 trat er in die Lukasgilde ein und war dann noch einige Jahre selbständig tätig.
Er stach und radierte ferner nach Guido Reni, Parmigianino, Adriaen Brouwer und Adriaen van Ostade.
Seine Brüder Jan de Visscher und Lambert Visscher waren ebenfalls Kupferstecher.